# Fabio Armiliato
Fabio Armiliato (Gènova, 17 d'agost de 1956) és un tenor italià amb una carrera consolidada internacional. El seu matrimoni amb la soprano Daniela Dessì s'ha concretat en una de les parelles artístiques fonamentals de la recent història de l'òpera.

## Biografia
Va estudiar al Conservatori Niccoló Paganini de la seva ciutat i va debutar el 1984 com Gabriele Adorno en Simon Boccanegra de Verdi, a Gènova, i més tard com «Licinio» en La Vestale de Gaspare Spontini, a Jesi. El 1990 va participar en el cicle Puccini de l'Òpera de Flandes (Anvers) dirigit per Robert Carsen.
El 1993 va debutar al Metropolitan Opera de Nova York amb Il Trovatore, tornant més tard amb Aida, Cavalleria rusticana, Don Carlo, Simon Boccanegra, Fedora, Tosca i Madama Butterfly. Altres debuts són els del Teatre alla Scala de Milà, Opéra de Paris, Òpera de San Francisco, Teatro Real de Madrid, Teatre Colón de Buenos Aires o la Wiener Staatsoper. També s'han convertit en carta de presentació del mestre Armiliato el seu Pinkerton de Madama Butterfly que ha interpretat en el New National Theatre de Tòquio en una gira del Teatre dell'Opera de Roma.
Marco Armiliato, germà del tenor, és director d'orquestra.

## Liceu
Actuacions al Gran Teatre del Liceu, sempre al costat de Daniela Dessì menys a Madama:
- 2003 Aida
- 2004 Tosca
- 2006 Manon Lescaut
- 2006 Madama Butterfly
- 2007 Andrea Chénier
- 2008 Turandot

## Premis
- 2000: Premi Beniamino Gigli